# Advanced Gun System
El Advanced Gun System (AGS) es un sistema de artillería naval desarrollado y producido por BAE Systems Armaments Systems para el destructor clase Zumwalt de la Armada de los Estados Unidos. Designado el 155 mm / 62 (6.1 ") Mark 51 Advanced Gun System (AGS), [1] fue diseñado para proporcionar apoyo de disparos navales de largo alcance contra objetivos en tierra. Se han instalado un total de seis de los sistemas, dos en cada uno de los tres barcos de la clase Zumwalt. La Marina no tiene planes para barcos adicionales de la clase Zumwalt, [2] y no tiene planes de desplegar AGS en ningún otro barco. AGS solo puede usar municiones diseñadas específicamente para el sistema. Solo una munición fue diseñado, y la Marina detuvo su adquisición en noviembre de 2016 debido al coste por proyectil, que rondan entre 800.000$ y 1.000.000$ cada uno, por lo que al cancelar la adquisición de esta munición, los cañones AGS no tienen municiones y no pueden utilizarse de momento.